# سیارک ۴۹۳۰
سیارک ۴۹۳۰ (به انگلیسی: 4930 Rephiltim، نامگذاری:1983AO2) چهار هزار و نهصد و سیمین سیارک کشف شده‌است که در ۱۰ ژانویه ۱۹۸۳ کشف شد.
قدر مطلق سیارک برابر ۱۱٫۰۰ است.